# 黃岳永
黃岳永（Erwin Huang，1965年—），香港科技大學副教授兼高級顧問(創業)，香港資訊科技界人士，把科技應用到學習及社會企業的先驅。

## 簡歷
黃岳永是曾任麗的電視高層黃錫照的兒子；其母潘慧仙為香港中文大學腫瘤系名譽教授，是研究鼻咽癌的專家。黄岳永有一姊一弟。
黃岳永的小學，中學都是就讀喇沙書院，曾透露李小龍之子李國豪是其同班同學。中六後為證明自己不遜於父親，報讀美國柏克來大學並獲得取錄(黃錫照於柏克來畢業)，但唸了半年後被父親以「不適合他」而被要求轉校至美國羅省的Occidental College(西方學院)。 
留學期間，父親為免妨影響學習，只給他學費，拒絕付錢予兒子享樂。他憑打工賺取的薪金購下人生第一輛車，價值65美元。大學期間，他在課餘賺錢並遊遍歐美，以證明「讀萬券書和行萬里路，是可以並存的。」1986年畢業於美國波士頓大學，取得資訊管理及系統管理雙學位。
黃岳永曾於麻省理工學院，哈佛商學院和北京清華大學進修；會不定期到香港各間大學講課。
黃岳永的事業在美國蘋果公司起步，其後專注於創辦公司及開發軟件，分別在香港、中國內地、東京、三藩市、矽谷、紐約、巴西和倫敦等地，投資和營運各類出版、資訊及通訊科技和流動通訊公司，並且發展手提電話的軟件，亦即手機應用程式的前身。
2005年應邀加入香港謝瑞麟珠寶（香港交易所：00417），於2008年獲委任為集團行政總裁，曾任謝瑞麟非執行董事及副主席。
2008年，他與長者安居協會及香港移動通訊CSL合作，成功研發「一線通隨身寶服務」。
2009年，黃岳永挾著矽谷精英和上市公司行政總裁的名銜，參與透過真人騷形式探討香港貧富懸殊問題電視節目《窮富翁大作戰》，每天賺取50港元生活費，在深水埗滿是木蚤的板間房渡過六日五夜，此次經歷亦改變其人生觀，首次體驗到貧窮人士對生活的絕望，進而積極參與社會企業，於2011年創立社企「有機上網」，曾為該機構行政總裁及副主席。
黃岳永以「一個企業除了盈利之外，也需要覆行社會責任，對社會有一個正面的影響」的信念先後創辦了「平安鐘」和「有機上網」，其在2014年獲頒發為香港精神大使，亦曾擔任香港資訊科技商會HKITF主席，香港電子學習聯盟eLC主席，以及長者安居協會（SCHSA 平安鐘）副主席，希望透過創意思維及資訊科技以連繫社會中之弱勢社群。
近年，黃岳永多次在專欄文章中探討如何利用科技改善市民的生活，令到政府政策及城市設施可以更為「用家主導」，建議香港設立CTO（Chief Technology Officer）之職位，即首席技術總監，令城市能夠掌屋全球的科技發展方向。
2016年，黃岳永接受香港科技大學邀請，任命為香港科技大學商學院資訊、商業統計及營運管理學副教授和工程學院工程實踐學副教授，專注創業學（Entrepreneurship Education），以及教育創新中心創業學高級顧問。

## 事業

### 科技資訊
1986年，大學畢業的黃岳永加入美國蘋果公司，負責蘋果在中國的零售和分銷網絡，是首個將蘋果電腦賣給中國的人。 當時蘋果Macintosh電腦並沒有中文版，他回到總部便和PageMaker洽商中文版本。1989年，他回港創業，兩個月內把桌上排版軟件PageMaker中文版率先引入香港，突破舊有雜誌排版限制，協助壹週刊創刊，賺得一千萬元酬金。。
PageMaker的出現，令到只要有桌上電腦，便可以從事排版工作，逐漸淘汰了植字和製版技術。其後黃岳永投身開發網絡軟件。當時互聯網開始興起，他成立了編寫網頁的Digital Creation，亦開發了校園資訊分享系統Schoolteam ，讓學生可隨時隨地在網上存取資料。Schoolteam這款軟件受到蘋果電腦印度籍科學總監Dr. Rao Machiraju青睞，並邀他到矽谷成立新創企業Magically, Inc.，提供網上虛擬辦公室、電郵通訊及資料同步SyncML處理服務。他其後透過購入一家英國上市公司，為公司取得英國另類投資市場（AIM）的上市地位。Magically的策略性股東，包括了李澤楷。
 
2003年，黃岳永因雙親病重，決定出售美國業務回港。2004年，他成立了Digital Life，成為了天使投資者，專門投資有前景的科技公司；並在2007年，成立了智能通訊應用程式開發公司Town Mobile。2009年，該公司與壹傳媒合資研發蘋果日報iPhone版。微軟評選2011年內地資訊科技開發者排名榜，Xtown Mobile便打入頭5位。
曾表示個人投資之道是「堅持不接觸自己不了解的業務」，本身亦有投資失利的經驗。香港科網熱潮期間曾投資鄭經瀚的36.com，上市前投資的七十萬元於上市後曾暴升至二千萬元，但最後股票價值縮水變廢紙。在訪問中透露本身的「戰績」是平均投資四家公司會有一家跑出，比率約是25%，算是跑贏大市。

### 商業營運
2005年，其大學同學、謝瑞麟之子謝達峰邀請黃岳永加入謝瑞麟擔任門市董事，入職後不到一個月，謝瑞麟父子便因串謀提供非法回佣及盜用公款，被香港廉政公署扣查，其後更被判罪名成立而入獄。黃岳永在訪問中坦言當時也搞不清是否入了黑店，但仍仗著義氣留下，繼續自己的工作。 
黃岳永於2008年6月轉任行政總裁，謝達峰妻子邱安儀出任公司主席，共同管理公司，並成功令公司於2009年在香港交易所復牌，其職位晉陞為副主席。當時全球面對金融海嘯的衝擊，公司業績仍能在逆市中增加，純利上升六成，並且重新取得聯交所信任。2009年6月謝瑞麟復牌，股價在半年內增加十倍。2010年初，黃岳永因需要騰出更多時間投放在社會和教育工作上，辭任行政總裁之職，但保留副主席的職務。2015年3月1日，黃岳永辭任謝瑞麟公司執行董事、執行委員會成員及企業發展總裁，調任為非執行董事及留任副主席之職，提供業務意見及顧問服務。
黃岳永多次表示喜歡創業多於「打工」，曾言謝瑞麟的工作，由始至終是他的一項挑戰，惟肯定不是終站。在謝瑞麟工作期間重拾創業興趣成立了Xtown。他在訪問中透露，投資Xtown未必及得上在謝瑞麟收入，但人生「未必一定要搵好多錢，只要可以引起一場革命，帶領潮流轉變，已經好開心。」

### 社會企業
2008年，作為長者安居協會副主席的黃岳永，出任協會「隨身寶」服務召集人，並與香港移動通訊（CSL）開始研發專為長者而設的戶外支援服務「一線通隨身寶」，即是長者在戶外的平安鐘服務。
 
2009年，黃岳永應邀參與香港電台電視節目《窮富翁大作戰》，以真人騷形式體驗窮人生活，成為其人生的轉捩點。在參與節目期間，他要到慈雲山擔任清潔散工，收集垃圾以賺取50元一日的工資，並在月租700元的深水埗基隆街板間房居住5天；只有一部iPhone作隨身物品。
節目首映當晚，香港基督教青年會總經理郁德芬問黃岳永「你回到自己的世界，但他們的世界繼續轉，好多人仲好窮，可以怎處理？」最終促使他辭任謝瑞麟行政總裁一職 。2011年5月成立「有機上網」，並出任行政總裁，希望透過教育改變跨代貧窮。
2014年5月，黃岳永夥拍周佩波，成立新社企「加油香港」，原因是發現很多基層市民都是用很小的杯子去街邊的小店買食用油，兩元一次，但這些油很多是地溝油，並無安全保障。
公司的首項業務是與本地最大煉油廠合興合作，聯繫非牟利團體、區議員辦事處及學校，借場地「開倉」，減低成本，以低市價三成的價錢賣食油予基層。
 
黃岳永曾多次表明，社企的產品不代表是「cheap」的產品，相反，他做的每一間社企都是將最好的產品賣給顧客。

## 影響及獎項

### 平安鐘
1990年代一場突如其來的寒流而引致逾百名獨居長者猝死的不幸事件，促使一群熱心人士成立長者家居協會，研究如何利用科技照顧長者的安全，並能夠不依賴政府資助，以自負盈虧的模式營運下去。1996年，黃岳永加入協會擔任創會委員，並出任電腦工程顧問，研發當時俗稱「救命鐘」的平安鐘。協會採取可持續營運商業模式，在營運3年後便達至收支平衡。
為了令到長者能更投入社會，2008年，黃岳永策劃了「一線通隨身寶服務」，並擔任召集人。「隨身寶」即戶外隨身「平安鐘」，方便長者發生意外時，透過簡單易用的單一按鍵儀器及時求助。2010年，「一線通隨身寶服務」於世界資訊通訊與服務業聯盟的「世界資訊科技大會」獲頒「環球資訊及通訊數碼機會大獎科技卓越成就獎 ─ 數碼機會大獎」。

### 有機上網
2011年成立，名字意思是「有機，就可以上網；上網，就可以有機」，成立目的是希望消除香港現存的數碼鴻溝。企業的使命是透過提供價錢低廉的個人電腦、網絡和建立平等的學習環境，為超過20萬貧困學童提供電子學習的機會。計畫參與機構包括蘋果、谷歌以及微軟等國際商業機構。
2013年，懷疑因為親政府組織互聯網專業協會（iProA）涉嫌向政府提供「不真確資料」，受警方調查，有機上網受到牽連，被政府指太貴，要求大規模縮減計劃規模。黃岳永公開批評政府「係屈機，唔畀時間我哋討論。」同年，iProA被政府罕有地以違反撥款和營運協議為由解約，由香港小童群益會和有機上網負責推行上網學習支援計劃。有機上網在2014年舉辦《「有機上網」百部行》籌款活動，籌募經費購置一百部電腦設備予一百名有需要學童。
除香港外，2013年，服務地區已延申至柬埔寨及非洲。計劃將服務擴至東南亞及蒙古，幫助更多窮困學子。

### 電子學習（eLearning）
黃岳永現為香港教育局資訊科技教育策略發展督導委員會非官方成員。2009年，香港資訊科技商會成立電子學習聯盟（e-Learning Consortium），黃岳永為召集人，推廣電子學習這個新的教學模式。他在報章專欄中曾言這是繼數百年前黑板出現後，另一個教育改革  。
曾指香港政府在推行電子學習上欠缺長遠發展理念，為學校提供基礎上網設備發展緩慢。因應電子教學出現，黃岳永倡議香港應實行翻轉課室（Flipping Classroom）的教學模式。隨著香港100間學校的課室裝設了WiFi網絡設備，在2014年9月迎接的新學期，已經有學校開始讓學生BYOD（自帶設備）上課。
 

## 節目及出版

### 電視節目
1990年代，黃岳永曾扮演Dr. Wong角色，在亞洲電視主持電視節目《完全電腦手冊》及《精靈一族》，教導電腦科技知識。
2009年, 時任謝瑞麟珠寶（國際）有限公司副主席兼行政總裁的黃岳永參加香港電台電視節目窮富翁大作戰體驗草根楷層生活, 化身清潔工人清理垃圾及住在劏房五天。事後他推出計劃, 向基層兒童免費提供電腦器材及培訓, 輔助他們學習。

### 電台節目
1998年至1999年，黃岳永在香港新城電台主持節目《有腦事件簿》。2014年起，在香港電台主持節目《思潮作動。生活黑客》。

### 出版及博客
因電視節目受歡迎，黃岳永出版了《Dr. Wong 手冊-上網易》 (Dr‧Wongs Nethandbook)，是首本以中文出版的互聯網應用工具書； 稍後他出版了《XP 數碼生活》，成為了香港的首本小學資訊科技學習教材。
2014年開始，黃岳永於信報撰寫專欄。亦會於其臉書上定期發表文章。

## 個人

### 宗教及信仰
黃岳永是基督徒。他曾指基督教一直以單向的教育方法來指導信徒，但現今世代講求互動，智能手機的普及是一個良機，讓基督徒把福音訊息傳達給大眾，作為交流平台。
 

### 興趣
2007年iPhone首度面世，他成為了首名由香港飛往美國蘋果總部，排隊購買iPhone的香港人，被傳媒廣泛報導。由於其曾在蘋果任職，開發智能手機應用程式，工作均與蘋果有關。在拍攝《窮富翁大作戰》，選擇一件留在身邊的隨身物件時，毫不猶豫選了iPhone，因此亦被香港傳媒稱為「一號果粉」。
黃岳永是日本著名動畫系列「高達」的狂熱者，曾透露家中收藏了數千個高達動畫中角色「渣古」的模型，在其臉書中亦不時出現與高達及其他玩具的合照。

## 另見
- 香港資訊科技教育
- 魏志豪，香港資訊科技界人士，曾於蘋果公司工作
- 李景輝，香港資訊科技界人士，曾於蘋果公司工作

## 外部連結
- 黃岳永的Facebook專頁
- Mr. Erwin Huang - Deputy Chairman, TSL Jewellery Hong Kong Limited
- 電子學習聯盟 （页面存档备份，存于）
- 長者安居協會 （页面存档备份，存于）
- 香港加油企業
- 有機上網
- 社聯推出「有機上網」品牌 支援15萬戶低收入家庭的學生上網學習[永久]

## 部份獎項及專題訪問
- 「2014 香港精神大使 （黃岳永 Erwin Huang）[永久]
- 2014 香港精神大使訪問視頻 （页面存档备份，存于）
- 「 Erwin Huang-Can War against Poverty be won? （页面存档备份，存于）